# Jimmy Carruthers
Pour les articles homonymes, voir Carruthers.
Jimmy Carruthers est un boxeur australien né le 5 juillet 1929 à Paddington (Sydney) et mort le 15 août 1990.

## Carrière
Champion d'Australie des poids coqs en 1951, il devient champion du monde de la catégorie le 15 novembre 1952 en battant par KO au 1er round Vic Toweel. Carruthers conserve son titre lors du combat revanche puis contre Pappy Gault et Chamroen Songkitrat le 2 mai 1954, date à laquelle il annonce sa retraite. Il remontera néanmoins sur les rings en 1961 et 1962 et terminera sa carrière de boxeur professionnel sur un bilan de 21 victoires et 4 défaites.